# L'Inventeur de l'année
 (avril 2021).
Si vous disposez d'ouvrages ou d'articles de référence ou si vous connaissez des sites web de qualité traitant du thème abordé ici, merci de compléter l'article en donnant les références utiles à sa vérifiabilité et en les liant à la section « Notes et références ».
L'Inventeur de l'année est une émission de télévision diffusée sur M6 en 2007. L'objectif était de trouver une invention qui pourrait entrer dans tous les foyers français. En 2012, M6 a décidé de relancer l'émission sous un nouveau nom, L'Inventeur 2012, diffusée à partir du lundi 14 mai 2012 avec un nouveau jury et de nouveaux présentateurs.

## Présentation
Un jury de professionnels (un publicitaire, un inventeur, un chef d’entreprise et un spécialiste du marketing) va partir à la recherche des idées les plus surprenantes et des inventions les plus remarquables, qui ont pu jaillir de l’esprit d’inventeurs confirmés ou de créateurs en herbe.[non neutre]
Ce casting est organisé en plusieurs étapes : sur les milliers de candidats ayant présenté leur invention, les membres du jury doivent retenir les projets qui leur paraissent les plus innovants et les plus prometteurs. Pour passer à l’étape suivante, les inventeurs doivent obtenir au moins trois “oui” du jury. Lors de l'étape suivante, six inventeurs doivent développer leurs inventions avec des professionnels. Enfin, lors de la finale, les téléspectateurs votent pour choisir leur invention préférée.

## Présentateur
Le programme est présenté par Stéphane Rotenberg.

## Jury
Les quatre membres du jury pour la première édition :
- Frank Tapiro (publicitaire)
- Aziz Senni (chef d'entreprise, fondateur de compagnie ATA)
- Suzanne de Bégon (inventrice du "Bibéon", premier biberon jetable)
- Georges Chétochine (spécialiste marketing et comportementaliste)

## Candidats

### 2007
Cyril Drevet"Alarme de contrôle technique" pour véhicule ;
SuzanneManteau porte-bébé, un manteau avec une ouverture pour passer la tête du bébé ;
AliceShelt Wear, un blouson qui se transforme en tente ;
Serge et DominiqueBin Up, la poubelle à pattes avec système pour maintenir la poubelle quand on enlève le sac ;
NisrineBulle Stop, un bouchon qui évite la disparition des bulles dans le soda ;
MarineGlam-suisse renommé par la suite Styl'up©, un couteau suisse de maquillage ;
EricPrise électrique économe ;
RaymondBarbecue vertical ;
Yves-VincentÉpilateur laser personnel. Depuis, Yves-Vincent a développé son projet et créé la société E-swin qui fabrique et commercialise le E>one, le seul épilateur à lumière pulsée domestique disposant actuellement d'un CE médical, et proposant aux particuliers une qualité d'épilation professionnelle. Ce type d'épilation est dit progressivement définitive car les effets 'permanents' prennent entre 1 an, 1 an 1/2 (selon la fréquence des séances, les zones à épiler et le type de peau) avant que la repousse du poil soit complètement interrompue. On peut voir une courte publicité du produit au cours de la nouvelle mouture de l'émission, en 2012.

## Gagnants

### 2007
À la 1re place : Raymond Garcia remporte le concours "L'inventeur de l'année" grâce à son barbecue vertical à retournement simplifié. Son invention porte sur le dispositif de rapprochement, d'éloignement et de retournement d'une grille de cuisson adaptée à un barbecue vertical. Idéal pour cuire en particulier les magrets de canard en permettant au gras de s’écouler (Raymond est originaire de Bram, dans le sud Ouest).
À la 2e place : Yves-Vincent Brottier avec son E>One©, épilateur laser personnel à lumière pulsée.
À la 3e place : Marine avec sa boite à maquillage Styl'up©, tout en 1, compacte et personnalisable.
À la 4e place: Eric avec sa prise électrique anti-veille, design et écologique.

## Audiences
| Episode | Jour et horaire de diffusion                             | Téléspectateurs | Parts de marché sur les 4 ans et plus | Classement des audiences de la soirée | Référence         |
| ------- | -------------------------------------------------------- | --------------- | ------------------------------------- | ------------------------------------- | ----------------- |
| 1       | Mercredi 10 janvier 2007 (Sélections) 20:50 - 22:55      | 5 200 000       | 19,8 %                                | 2e                                    | [ 2 ]             |
| 2       | Mercredi 17 janvier 2007 (Sélections) 20:50 - 22:55      | 4 900 000       | 19,1 %                                | 2e                                    | [ 3 ]             |
| 3       | Mercredi 24 janvier 2007 (Sélections) 20:50 - 23:05      | 4 600 000       | 17,7 %                                | 2e                                    | [ 4 ]             |
| 4       | Mercredi 31 janvier 2007 (Quart de finale) 20:50 - 23:15 | 3 251 480       | 12,7 %                                | 4e                                    | [réf. nécessaire] |
| 5       | Mercredi 7 janvier 2007 (Demi-Finale) 20:50 - 23:30      | 3 363 000       | 14,2 %                                | 4e                                    | [réf. nécessaire] |
| 6       | Mercredi 14 février 2007 (La finale) 20:55 - 23:20       | 2 915 120       | 12,8 %                                | 3e                                    | [réf. nécessaire] |